# Adelonychia halyi
Espèce
Synonymes
- Diplothele halyi Simon, 1892

Adelonychia halyi est une espèce d'araignées mygalomorphes de la famille des Barychelidae.

## Distribution
Cette espèce est endémique du Sri Lanka.

## Description
Le mâle syntype mesure 9 mm et la femelle syntype 10 mm.

## Systématique et taxinomie
Cette espèce a été décrite sous le protonyme Diplothele halyi par Simon en 1892. Elle est placée dans le genre Adelonychia par Blick en 2022.

## Publication originale
- Simon, 1892 : Histoire naturelle des araignées. Paris, vol. 1, p. 1-256 (texte intégral).